# المؤتمر البهائي العالمي

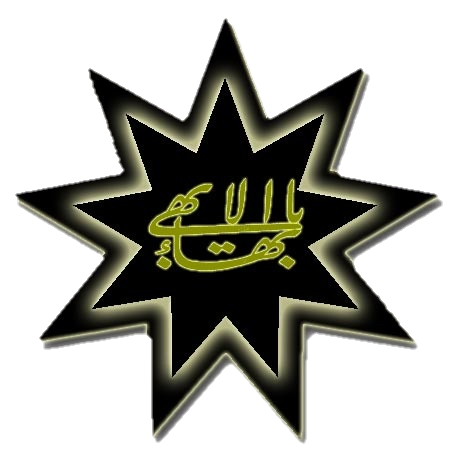
النجمة التساعية ۞
(أقدس رموز البهائية)

المؤتمر البهائي العالمي هو تجمع كبير للبهائيين من جميع أنحاء ألعالم، يعقد المؤتمر بشكل غير منتظم من قبل بيت العدل الأعظم، وهي الهيئة الحاكمة للبهائيين. ولم يعقد سوى مؤتمرين من هذا ألنوع؛ عامي 1963 و1992.

## المؤتمر البهائي العالمي الأول عام 1963
أنعقد أول مؤتمر بهائي عالمي في قاعة ألبرت الملكية بلندن، إنجلترا، وحضره مايقارب ستة آلاف بهائي، دعي أليه للأعلان عن أنتخاب أول بيت عدل عالمي، الذي أنتخب بمشاركة خمسين مجلسآ روحيآ وطنيآ. وترأس إينوك أولينغا، أخر من عرفوا ب "أيدي الأمر"، الأجتماع الرئيسي للمؤتمر.
كان عصام طحان في لندن اثناء علاجه من مشاكل في ألقلب هو الصبي الصغير الذي، بينما كان والده في السجن في المغرب، والذي تصاعدت حدته مع الضغط ألشعبي على ألمغرب أنشد دعاء أمام جمهور المؤتمر.
تمكنت ألسيدة روثي تو، أول مواطنة من تايوان تصبح بهائية، من حضور المؤتمر الأول، كما فعلت أول بهائية أعتنقت الإسلام خارج البر الرئيسي لأسكتلندا - ليليان ماكاي، كما حضر ايضآ أوز وايت هيد، الممثل والكاتب في فيلم عناقيد الغضب.

## المؤتمر البهائي العالمي ألثاني عام 1992
أنعقد ألمؤتمر البهائي العالمي الثاني، في الفترة مابين 23 الى 26 نوفمبر 1992، تكريمآ للذكرى المئوية لرحيل مؤسس ألدين البهائي بهاء الله. حضر الحدث 30 الف بهائي، في مركز جاكوب جافيتس في مدينة نيويورك بالولايات المتحدة ،أستمر الأحتفال لمدة أربعة أيام في شكل خطب وعروض فنية وتجمعات أجتماعية، مثل المشاركون في المؤتمر تنوع البهائيين من أكثر من 180 دولة مختلفة. كان الهدف من هذا المؤتمر العالمي "الأحتفال بالذكرى المئوية لتأسيس عهد بهاء الله والأعلان عن أهدافه وقوته ألتوحيدية".

## البرنامج
انعقدت جلسات المؤتمر ألعالمي لمدة ساعتين كل يوم في مركز جاكوب جافيتس، ركز اليوم الأول من أنعقاد المؤتمر على الأعتراف ببهاء الله بأعتباره ألوعد الدائم لكل العصور، أحتفى اليوم الثاني بعبد البهاء كمؤسس للعهد، وسلط المؤتمر الضوء على طبيعة ألعهد، وعلى مدينة نيويورك كمدينة للعهد. أما اليوم الثالث تناول أنجازات ألمجتمع ألبهائي. اليوم الرابع كان عن لقاء ألبشرية مع بهاء الله تمهيدآ للختام، ورسالة أخيرة من بيت العدل الأعظم.

## روابط خارجية
Baháʼí World Congress, New York, 1992: video's
- Voices of Bahá: Frequently Asked Questions